# Bart Goor
Bart Goor (Neerpelt, 9 aprile 1973) è un ex calciatore belga, di ruolo centrocampista.

## Carriera

### Club
Nella sua carriera ha militato anche in Genk, Hertha Berlino, Feyenoord e Anderlecht del quale è stato il capitano prima di lasciare il posto a Olivier Deschacht.
Gioca la sua ultima partita con l'Anderlecht il 18 dicembre 2008 e nel gennaio 2009 si trasferisce al Germinal Beerschot.
Il 1º dicembre 2011, dopo aver rescisso il suo contratto con il Germinal Beerschot, si è accasato al Westerlo, dove è rimasto fino al 2013 per poi chiudere la carriera l'anno successivo, a 41 anni, dopo una stagione nel Dessel Sport.

### Nazionale
Con la Nazionale del suo Paese ha debuttato nel 1999 ed ha fatto parte delle spedizioni ad Euro 2000, dove ha segnato un gol contro la Svezia e ai Mondiali 2002. Negli ultimi anni ha però trovato poco spazio a causa della politica calcistica del Belgio che ha deciso di affidarsi maggiormente ai giovani.

## Palmarès
- Campionato belga: 4

Anderlecht: 1999-2000, 2000-2001, 2005-2006, 2006-2007
- Supercoppa belga: 3

Anderlecht: 2000, 2006, 2007
- Coppa di Lega tedesca: 1

Hertha Berlino: 2001, 2002
- Coppa del Belgio: 1

Anderlecht: 2007-2008